# Escudo de las Islas Vírgenes Británicas
El Escudo de Armas de las Islas Vírgenes Británicas fue adoptado por vez primera en 1960.
En el escudo figura, en un campo de sínople (verde) una figura de mujer vestida con una túnica de plata (blanco), sosteniendo una lámpara de oro y rodeada por otras once lámparas, colocadas cinco en un lado y seis en otro. En la parte inferior, en una cinta de oro, figura el lema "Vigilate" ("Vigilante")
La mujer representa a Santa Úrsula, una santa cristiana que peregrinó a través de Europa con 11.000 doncellas vírgenes. Cuando Cristóbal Colón avistó por primera vez las islas en 1493, le recordó la historia de Santa Úrsula y fue por esa razón que las islas recibieron su nombre, episodio al que se alude con el diseño de este escudo de armas.

## Evolución histórica del escudo

Escudo de armas de las Islas Británicas de Sotavento (1909-1940)
Escudo de armas de las Islas Británicas de Sotavento (1940-1956)

- Datos: Q435561
- Multimedia: Coats of arms of the British Virgin Islands / Q435561